# Königshain-Wiederau
Königshain-Wiederau é um município da Alemanha, situado no distrito de  Mittelsachsen, no estado da Saxônia. Tem 30,89 km² de área, e sua população em 2019 foi estimada em 2.613 habitantes.